# Jérez del Marquesado
Jérez del Marquesado è un comune spagnolo di 1 100 abitanti situato nella comunità autonoma dell'Andalusia.